# Ivan Sratsimir
Ivan Sratsimir (bulgare : Иван Срацимир), mort après le 15 septembre 1396, est tsar de Bulgarie de 1371 à 1396.

## Biographie
Jean Stratzimir est le troisième fils du tsar Ivan Aleksandăr et de sa première épouse la princesse roumaine Théodora.
Après la mort de son frère aîné Michel Asên, il devient roi associé de Bulgarie de 1355 à 1360. Lorsqu’en 1365, son père désigne son successeur, il est déshérité au profit de son demi-frère Ivan Shishman, l’aîné des fils du tsar par sa seconde épouse.
Jean Stratzimir se constitue alors une principauté autour de la ville de Vidin qui est occupée par les Hongrois le 2 juin 1365. Cinq ans plus tard il recouvre sa souveraineté comme vassal du roi Sigismond Ier de Hongrie. Il prend alors le titre de « Tsar » de Vidin et émet des monnaies à son nom.
À la mort de son père, en 1371, il occupe brièvement Sofia et tente vainement de recouvrer son héritage bulgare.
En 1388, l’année précédant la Bataille de Kosovo Polje, alors que Ivan Šišman doit faire face à l’expédition d’Ali Pacha et que les troupes ottomanes occupent la Bulgarie jusqu’à ses frontières, il reconnait la suzeraineté du sultan Murad Ier.
Il participe à l’expédition des troupes hongroises et occidentales qui sont vaincues le 15 septembre 1396 lors de la Bataille de Nicopolis. Après leur victoire, les Ottomans annexent Vidin. Jean Stratzimir est relégué en Asie Mineure où il meurt à une date inconnue.

## Union et descendance
Ivan Stracimir épouse avant 1369 sa cousine Anna, fille de Nicolae Alexandru, prince de Valachie par sa seconde épouse, dont :
- Dorotea, épouse avant 1376 de Stefan Tvrtko Ier, roi de Bosnie
- Constantin II de Bulgarie, tsar associé de Vidin